# Роу, Николас (писатель)
Николас Роу (англ. Nicholas Rowe, 20 июня 1674, Литтл-Барфорд — 6 декабря 1718, Лондон) — английский драматург, поэт и разножанровый писатель, был назначен поэтом-лауреатом Соединенного Королевства в 1715 году.

## Жизнь
Николас Роу родился 20 июня 1674 года в городе Литтл-Барфорд (графство Бедфордшир), в семье барристера Джона Роу (ум. 1692) и Елизаветы, дочери Джаспера Эдвардса. Его семья обладала значительным имуществом в Ламертоне, Девоншир. 
Будущий английский поэт воспитывался сначала в Хайгейтской школе, а затем в Вестминстерской школе под руководством Ричарда Басби. В 1688 году Роу окончил её, став королевским стипендиатом. Через три года, в 1691, под влиянием решения отца, вступил в Миддл-Тэмпл — одну из четырёх английских юридических палат. 
В колледже он изучал уставы и отчёты, стремясь постичь закон, не как ряд прецедентов или совокупность предписаний, а как систему рационального управления и беспристрастного правосудия.

## Работы
The Ambitious Stepmother, первая пьеса Роу, написанная в 1700-м году была тепло принята. За этим в 1701-м году последовал Tamerlan. В этой пьесе завоеватель Тамерлан олицетворял английского короля Вильгельма III, а французский король Людовик XIV был представлен как Баязет. В течение многих лет эта пьеса регулярно ставилась на годовщине высадки Вильгельма на Торбее. В 1712 году, когда в Дублине кипели политические страсти, постановка привела к серьезному бунту.
Кающаяся красавица (The Fair Penitent), адаптация "The Fatal Dowry" Филиппа Мэссинджера и Натана Филда была названа Сэмюэлом Джонсоном одной из лучших трагедий на английском. 
От второй жены, Энн, у Роу была дочь Шарлотта. 
После смерти писателя, его жена получила пособие от Георга I в благодарность за перевод Николасом Лукана. Этот стихотворный перевод, или, скорее, парафраз Фарсалия, был назван Сэмюэлео Джонсоном одним из величайших произведений английской поэзии и получил широкое распространение в восьми изданиях между 1718 и 1807 годами. 